# キセノン酸
キセノン酸（キセノンさん、Xenic acid、Xenonic acid）は、三酸化キセノンや六フッ化キセノンを水に加えて得られる酸性水溶液中（以下、「キセノン酸水溶液」とする）で生成するとされた貴ガス化合物である。キセノン酸は1933年にライナス・ポーリングによって存在が仮定され、1960年代を中心に研究の対象となった。キセノン酸水溶液は有機化合物に対し、エチレングリコールを二酸化炭素に変えるなど非常に強力な酸化力を示す。分子式を  Xe(OH)6 と表した報告もあり、その分子式には CAS登録番号として [15934-07-3] が与えられている。

## 水溶液中の挙動
0.07および、0.007mol dm−3三酸化キセノン水溶液を、イオン強度0.5（0.5mol dm−3NaClO4）のもと、0.5dm−3水酸化ナトリウムで中和滴定した結果、キセノン酸水素イオンHXeO4−の塩基解離定数（加水分解定数）としてKb = 6.7±0.5 × 10−4と見積もられ、その平衡に対する酸解離定数pKa = 10.5が報告されている。さらに紫外可視吸収スペクトルのpH依存性により求められたイオン強度0.1における解離定数はpKa = 10.8としている。また同著者らはキセノン酸水素イオンの構造は不明であるが、H5XeO−
6 である可能性も否定していない。
{\displaystyle {\ce {HXeO4^{-}(aq)\ <=>\ XeO3(aq)\ +OH^{-}(aq)}}}
{\displaystyle {\ce {XeO3(aq)\ +H2O(l)\ <=>\ H^{+}(aq)\ +HXeO4^{-}(aq)}}}
中和滴定曲線を解析しても水溶液中における第二段階解離は認められない。
{\displaystyle {\ce {HXeO4^{-}(aq)\ <=>\ H^{+}(aq)\ +XeO4^{2-}(aq)}}}
またキセノン酸水素イオンは酸化剤としてはたらくが、塩基性溶液中でオゾンにより酸化されると過キセノン酸水素イオンを生成し、その標準酸化還元電位は以下のように見積もられている。
{\displaystyle {\ce {{HXeO6^{3-}}->[0.94\mathrm {V} ]\ HXeO4^{-}\ ->[1.26\mathrm {V} ]\ Xe}}},　（アルカリ性水溶液）

## キセノン酸塩
キセノン酸水溶液に水酸化バリウムを加えると無色の沈殿が生じ、その組成式は Ba3XeO6 であったとの報告がある。
一方、0.007mol dm−3三酸化キセノン水溶液に撹拌しながら0.2mol dm−3水酸化バリウム水溶液を加えると、一旦キセノン酸バリウム BaXeO4 が沈殿し、室温で15分以内に過キセノン酸バリウム Ba2XeO6 に変化するとの報告もある。
{\displaystyle {\ce {{XeO3}+{Ba^{2+}}+2OH^{-}->[{\mathit {fast}}]\ {BaXeO4(s)}+H2O}}}
{\displaystyle {\ce {{2BaXeO4(s)}->[{\mathit {moderate}}]\ {Ba2XeO6(s)}+{Xe}+O2}}}